# 白浜満
白浜 満（しらはま みつる、Alexis Mitsuru Shirahama, P.S.S.、1962年5月20日 - ）は、日本カトリック教会聖職者でカトリック広島司教区司教。洗礼名は「アレキシオ」。島本要大司教、前田万葉大司教・枢機卿に続いて長崎県五島列島のカトリック仲知小教区出身3人目の司教となった。

## 経歴
1962年5月20日、長崎県南松浦郡新上五島町で生まれ、1990年3月19日に長崎市の浦上教会で司祭叙階。同年8月にサン・スルピス会入会のためにカナダに留学し、カナダ・モントリオール大神学校にてフランス語研修。1993年1月にサン・スルピス会入会後、同年2月から1995年3月までパリ・カトリック学院の典礼高等研究所で典礼学・秘跡神学を専攻し、修士号を取得。
帰国後20年ほど神学校で教え、1995年4月から2008年3月まで福岡サン・スルピス大神学院・養成者、2001年4月から2009年2月まで東京カトリック神学院・講師、2012年4月から2016年7月まで日本カトリック神学院院長を務めた。2016年6月28日、教皇フランシスコによる広島司教区司教への選任が発表されたが、前教区長三末篤實名誉司教の命日と同日であった。
2016年9月19日13時半、広島市のカトリック幟町教会で前田万葉大司教主司式、高見三明大司教と大塚喜直司教共同司式による司教叙階式が行われ、信徒・修道者ら2,000人以上が参加し、サン・スルピス司祭会元カナダ管区長、エミリウス・グーレ名誉大司教も出席した。
2019年11月の教皇フランシスコ広島訪問時にはマツダに乗用車の提供を依頼し、小型車MAZDA3が寄贈された。また、熱心なサッカーファンである教皇にサンフレッチェ広島の背番号86のユニフォームをプレゼントしている。
2020年7月には、司教の提案により核兵器廃絶及び核兵器禁止条約の発効を目指して活動する被爆者らの支援目的で幅広く寄付を募る「核なき世界基金」を広島と長崎の平和団体やカトリック教会の関係者と共に設立。